# Лосось чорноморський
Лосось чорноморський (Salmo labrax) — риба родини лососеві. Раніше вид розглядався у ранзі підвиду — Salmo trutta labrax Pallas, 1814.

## Розповсюдження
Ендемік Азовсько-Чорноморського регіону. В Україні трапляється у Чорному морі біля берегів Кримського півострова, в Тендрівській та Ягорлицькій затоках, біля Одеси, в Дунаї та його гирлі, іноді в Азовському морі.

## Будова
Тіло видовжене, товсте, брускоподібне. За спинним плавцем на хвостовому стеблі знаходиться жировий плавець. Хвостовий плавець має ледь помітну виїмку. Голова невелика, клиноподібна. Рот великий, верхня щелепа сягає за задній край ока. Щелепи та кістки рота озброєні зубами. Довжина тіла здебільшого до 50 см (інколи досягає довжини 110 см та ваги 24 кг), тривалість життя до 10 років і більше. Спина темно-сіра, боки та черево сріблясті. Вище та нижче бічної лінії розміщені зіркоподібні плями, що поширюються й на зяброві кришки. Спинний та хвостовий плавці темні, анальний та парні плавці сіруваті.

## Спосіб життя
Морська прохідна риба. Статевої зрілості досягає на 2–3 році перебування у морі. Нерестовий хід у річки починається в лютому, досягає максимуму у квітні–травні, закінчується у червні. Нерест з жовтня по січень. Ікру відкладає на тверде дно. Молодь затримується в річках на 2–5 років. Живиться ракоподібними, личинками комах, дорослими комахами, зрідка мальками риб. У 3–4-річному віці досягає довжини 19–26 см і маси 60–170 г. У морі живиться здебільшого рибами, у меншій мірі ракоподібними.

## Значення
Чисельність дуже мала. Вид занесений до Червоної книги України.